# سارة جين فارمر
سارة جين فارمر (1847م-1916م) مؤسسة مؤتمرات Greenacre في إليوت، مين ، الولايات المتحدة. بعد وفاتها، أصبحت Greenacre مدرسة Green Acre البهائية . 

## السيرة الذاتية
ولدت سارة جين فارمر في دوفر، نيو هامبشاير، في 22 يوليو 1847م، وهي الطفلة الوحيدة للبروفيسور موسى جي فارمر وهانا توبي (شابلي) فارمر. نشأت على الديانة الموحدية في عائلةٍ تتبع مذهب نيو إنجلاند.
تخرّجت سارة من مدرسة سالم، ماساتشوستس الثانوية عام 1868م، ثم تلقت تعليمًا على يد مدرسين خاصين، 1868م-1881م. في مرحلة الشباب، عاشت في كامبريدج، ماساتشوستس ونيوبورت، رود آيلاند.
انتقلت مع والديها إلى إليوت بولاية ماين عام 1887م، وعملت على إنشاء مكتبةٍ عامةٍ في تلك المدينة.

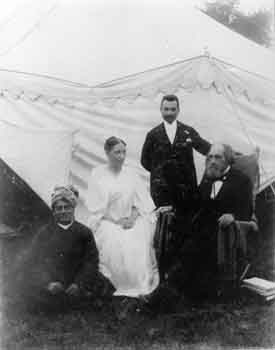
سارة مع سوامي فيفيكاناندا (جرين أكر، 1894م)

بعد حضورها برلمان أديان العالم في شيكاغو عام 1893م مع والدها، قررت فارمر إنشاء شركة Greenacre، بدعمٍ من معارفها في الفكر الجديد، والنوادي النسائية، وحركات حق المرأة في التصويت، بالإضافة إلى العديد من جمعيات رالف والدو إيمرسون. في عام 1894م، أسست مؤتمرات Greenacre في إليوت بولاية مين، والتي كانت تشبه Chautauqua. تم تأسيس مؤتمرات غرينكر من قبل مدرستين سنويتين، مدرسة مونسالفات للدراسة المقارنة للدين (التي أنشأتها فارمر في عام 1896م) ومدرسة كونكورد للفلسفة التي تم إحياؤها. بالإضافة إلى ذلك، قدّمت مؤتمرات Greenacre محاضرات ألقاها مدرسون في مجالاتٍ مختلفةٍ. وفرّت هذه الاجتماعات لقاءاتٍ سنويةٍ لمحاضرات قادة الفكر المتقدم والأمريكي والأوروبي والشرقي. 
جذبت جرين أكر اهتمامًا واسعًا بسبب مناقشتها الحرة للمواضيع الدينية. تم التعرف على العديد من رجال الدين والكتاب مع منظمتها. ومع ذلك، فقد تعطلت تقريبًا بسبب الخلافات بين الفصائل.
شاركت سارة في الرحلات الأوروبية في أعوام 1886م، 1893م، 1900م.
التقت بعبدالبهاء، الابن الأرشد لـ بهاءالله، وأصبحت عضوًا في الديانة البهائية.
اتخذت سارة فارمر منزلها في جرين أكر بولاية مين. وتوفيت في منزل العائلة في إليوت بولاية مين في 23 نوفمبر 1916م، عن عمرٍ يناهز 70 عامًا.

## أعمال مختارة
- "The Abundant Life", The Spirit of The New Thought, by Sarah J. Farmer, edited by Horatio W. Dresser (text)

## روابط خارجية
- سارة جين فارمر (1844-1916) مؤسسة مدرسة جرين أكر البهائية ، عبر bahai.us
- "معارك سارة ج. فارمر" ، جوناثان مينون، 22 أغسطس 2012، عبر 239days.com
- "سارة ج. فارمر: واحدة من أعظم رجال الدين في أمريكا..." ، جوناثان مينون، 23 أغسطس 2012، عبر 239days.com